# Santiago Colombatto
Santiago Colombatto (Córdoba, 17 gennaio 1997) è un calciatore argentino, centrocampista del Real Oviedo.

## Caratteristiche tecniche
È un mediano di piede mancino, dotato di una buona intelligenza tattica ed abile negli assist. È stato paragonato a Fernando Redondo.

## Carriera

### Club

#### Inizi
Nato a Córdoba inizia a giocare a calcio nel Jorge Newbery di Ucacha. A 10 anni, nel 2007, entra nel settore giovanile del River Plate. Rimane a Buenos Aires fino al 2014, trasferendosi in seguito in Italia, al Cagliari, dove, dopo un periodo di prova, viene tesserato ed entra nella squadra Primavera. A fine 2015, il 3 dicembre, trova l'esordio in prima squadra, nel 4º turno di Coppa Italia, vinto 1-0 a Reggio Emilia contro il Sassuolo, giocando tutti i 90 minuti. Il 13 febbraio 2016 gioca per la prima volta in Serie B, venendo schierato titolare e sostituito al 49' nel successo esterno per 3-1 contro il Latina. Nella prima stagione in Sardegna racimola 7 presenze tra Serie B e Coppa Italia e vince il campionato, venendo promosso in Serie A.

#### Pisa e Trapani
Nel luglio 2016 passa in prestito al Pisa di Gennaro Gattuso, neopromosso in Serie B. Il 7 agosto debutta nel 2º turno di Coppa Italia, con la squadra temporaneamente affidata a Gianluca Colonnello in seguito alle dimissioni dell'ex giocatore del Milan, entrando al 51' del successo per 2-0 sul campo del Brescia. In nerazzurro giocherà soltanto un'altra partita, la settimana successiva, il 14 agosto, sempre in Coppa Italia, vincendo 5-4 ai rigori in trasferta contro la Salernitana, trasferendosi il 31 agosto, ultimo giorno del calciomercato estivo, in un'altra squadra di Serie B, il Trapani, a causa della crisi societaria dei toscani. Esordisce con i siciliani alla seconda di campionato, il 4 settembre, gara pareggiata per 1-1 in casa contro la Pro Vercelli, subentrando al 64'. Chiude con 30 presenze, retrocedendo direttamente all'ultima giornata, mentre era impegnato ai Mondiali Under-20.

#### Perugia
Nell'estate 2017 passa in prestito sempre in Serie B, al Perugia. Debutta il 12 agosto nel 3º turno di Coppa Italia, giocando tutti i 90 minuti del successo per 4-0 sul campo del Benevento. Il 27 agosto, alla prima di campionato, segna il suo primo gol in carriera, realizzando il 4-1 al 43' nel successo per 5-1 sul campo della Virtus Entella.

#### Hellas Verona
Il 16 agosto 2018 viene ceduto, sempre a titolo temporaneo, con diritto di riscatto e contro opzione, al Verona.

#### Il trasferimento in Belgio
Il 31 agosto 2019 termina il contratto con il Cagliari trasferendosi a titolo definitivo ai belgi del Sint-Truiden, militante in Pro League, la massima divisione nazionale.

#### Trasferimento al Leon
L'8 gennaio 2021 si trasferisce al León, in prestito dal Sint-Truiden.

### Nazionale
Nel 2017 viene convocato dalla Nazionale Under-20 argentina per il Mondiale di categoria in Corea del Sud. Il 20 maggio debutta nella prima gara, persa per 3-0 a Jeonju contro l'Inghilterra, sfida nella quale gioca titolare e viene sostituito al 74'. Gioca dal primo minuto anche le due partite successive, ottenendo un'altra sconfitta contro la Corea del Sud ed una vittoria con la Guinea, che si rivela però inutile, con la sua squadra che chiude terza, non riuscendo però ad entrare nel novero delle quattro migliori terze, e viene così eliminata.

## Statistiche

### Presenze e reti nei club
Statistiche aggiornate al 7 maggio 2024.
| Stagione            | Squadra             | Campionato          | Campionato | Campionato | Coppe nazionali | Coppe nazionali | Coppe nazionali | Coppe continentali | Coppe continentali | Coppe continentali | Altre coppe | Altre coppe | Altre coppe | Totale | Totale | Totale |
| Stagione            | Squadra             | Comp                | Pres       | Reti       | Comp            | Pres            | Reti            | Comp               | Pres               | Reti               | Comp        | Pres        | Reti        | Pres   | Reti   |        |
| ------------------- | ------------------- | ------------------- | ---------- | ---------- | --------------- | --------------- | --------------- | ------------------ | ------------------ | ------------------ | ----------- | ----------- | ----------- | ------ | ------ | ------ |
| 2015-2016           | Cagliari            | B                   | 5          | 0          | CI              | 2               | 0               | -                  | -                  | -                  | -           | -           | -           | 7      | 0      |        |
| lug.-ago. 2016      | Pisa                | B                   | 0          | 0          | CI              | 2               | 0               | -                  | -                  | -                  | -           | -           | -           | 2      | 0      |        |
| 2016-2017           | Trapani             | B                   | 30         | 0          | CI              | 0               | 0               | -                  | -                  | -                  | -           | -           | -           | 30     | 0      |        |
| 2017-2018           | Perugia             | B                   | 34+1       | 1+0        | CI              | 2               | 0               | -                  | -                  | -                  | -           | -           | -           | 37     | 1      |        |
| 2018-2019           | Verona              | B                   | 21+4       | 1+0        | CI              | 0               | 0               | -                  | -                  | -                  | -           | -           | -           | 25     | 1      |        |
| 2019-2020           | Sint-Truiden        | D1                  | 19         | 0          | CB              | 1               | 0               | -                  | -                  | -                  | -           | -           | -           | 20     | 0      |        |
| 2020-gen. 2021      | Sint-Truiden        | D1                  | 11         | 0          | CB              | 0               | 0               | -                  | -                  | -                  | -           | -           | -           | 11     | 0      |        |
| Totale Sint-Truiden | Totale Sint-Truiden | Totale Sint-Truiden | 30         | 0          |                 | 1               | 0               |                    | -                  | -                  |             | -           | -           | 31     | 0      |        |
| gen.-giu. 2021      | León                | PD                  | 10         | 1          | CM              | 0               | 0               | CCL                | 2                  | 0                  | LC          | 3           | 2           | 15     | 3      |        |
| 2021-2022           | León                | PD                  | 32         | 3          | CM              | 0               | 0               | CCL                | 3                  | 0                  | -           | -           | -           | 35     | 3      |        |
| Totale León         | Totale León         | Totale León         | 42         | 4          |                 | -               | -               |                    | 5                  | 0                  |             | 3           | 2           | 50     | 6      |        |
| 2022-2023           | Famalicão           | PL                  | 33         | 3          | CP+CdL          | 6+4             | 1+1             | -                  | -                  | -                  | -           | -           | -           | 43     | 5      |        |
| 2023-2024           | Real Oviedo         | SD                  | 33         | 3          | CR              | 2               | 0               | -                  | -                  | -                  | -           | -           | -           | 35     | 3      |        |
| Totale carriera     | Totale carriera     | Totale carriera     | 233        | 12         |                 | 19              | 2               |                    | 5                  | 0                  |             | 3           | 2           | 260    | 16     |        |

### Cronologia presenze e reti in nazionale
| Cronologia completa delle presenze e delle reti in nazionale ― Argentina under 20 | Cronologia completa delle presenze e delle reti in nazionale ― Argentina under 20 | Cronologia completa delle presenze e delle reti in nazionale ― Argentina under 20 | Cronologia completa delle presenze e delle reti in nazionale ― Argentina under 20 | Cronologia completa delle presenze e delle reti in nazionale ― Argentina under 20 | Cronologia completa delle presenze e delle reti in nazionale ― Argentina under 20 | Cronologia completa delle presenze e delle reti in nazionale ― Argentina under 20 | Cronologia completa delle presenze e delle reti in nazionale ― Argentina under 20 |
| Data                                                                              | Città                                                                             | In casa                                                                           | Risultato                                                                         | Ospiti                                                                            | Competizione                                                                      | Reti                                                                              | Note                                                                              |
| --------------------------------------------------------------------------------- | --------------------------------------------------------------------------------- | --------------------------------------------------------------------------------- | --------------------------------------------------------------------------------- | --------------------------------------------------------------------------------- | --------------------------------------------------------------------------------- | --------------------------------------------------------------------------------- | --------------------------------------------------------------------------------- |
| 20-5-2017                                                                         | Jeonju                                                                            | Argentina under 20                                                                | 0 – 3                                                                             | Inghilterra under 20                                                              | Mondiali Under-20 2017 - 1º turno                                                 | -                                                                                 | 22’ - 74’                                                                         |
| 23-5-2017                                                                         | Jeonju                                                                            | Corea del Sud under 20                                                            | 2 – 1                                                                             | Argentina under 20                                                                | Mondiali Under-20 2017 - 1º turno                                                 | -                                                                                 |                                                                                   |
| 26-5-2017                                                                         | Seogwipo                                                                          | Guinea under 20                                                                   | 0 – 5                                                                             | Argentina under 20                                                                | Mondiali Under-20 2017 - 1º turno                                                 | -                                                                                 | 30’ - 73’                                                                         |
| Totale                                                                            |                                                                                   | Presenze                                                                          | 3                                                                                 |                                                                                   | Reti                                                                              | 0                                                                                 |                                                                                   |

## Palmarès

### Club

#### Competizioni nazionali
- Campionato italiano di Serie B: 1

Cagliari: 2015-2016